# 浅尾和信
浅尾 和信（あさお かずのぶ、1948年9月12日 - ）は、日本の元プロボクサー、現役のプロボクシング・レフェリー。北海道出身。

## 経歴
北海道滝川工業高等学校時代はバンタム級、道都大学短期大学部の前身の北海道産業短期大学時代はフェザー級のアマチュアボクサーとして全日本レベルで活躍。
1969年帝拳に入門しプロデビューし東日本バンタム級新人王となるなど活躍。10戦9勝3KO1敗の戦績を残したが肝臓を壊し引退。札幌市内での飲食店勤務を経てプロボクシング界にJBCレフェリーとして復帰。
現役時代は大手町の読売新聞社でアルバイト勤務、また大場政夫と共に合宿していた。長男である浅尾雄太は一時期、帝拳でトレーナーを務めた。